# Year of the Gun
Year of the Gun is een Amerikaanse thriller uit 1991 onder regie van John Frankenheimer.

## Verhaal
De Amerikaanse journalist David Raybourne werkt in Rome aan een boek over de Rode Brigades. Hij gebruikt daarbij de namen van vrienden en collega's als schuilnamen voor de terroristen. Door de schuld van een fotografe valt de drukproef in verkeerde handen. Het leven van veel kennissen van David komt daardoor in groot gevaar.

## Rolverdeling
| Acteur           | Personage                 |
| ---------------- | ------------------------- |
| Andrew McCarthy  | David Raybourne           |
| Valeria Golino   | Lia                       |
| Sharon Stone     | Alison King               |
| John Pankow      | Italo Bianchi             |
| Mattia Sbragia   | Giovanni                  |
| George Murcell   | Pierre Bernier            |
| Lou Castel       | Man met het ronde gezicht |
| Francesca Prandi | Terroriste                |
| Carla Cassola    | Lena                      |
| Pietro Bontempo  | Man                       |
| Luigi Di Fiore   | Terrorist                 |
| Roberto Posse    | Lucio                     |
| Thomas Elliot    | Marco                     |
| Darren Modder    | Joe Bob                   |
| Carol Schneider  | Mattie                    |